# Uclés
Uclés – gmina w Hiszpanii, w prowincji Cuenca, w Kastylii-La Mancha, o powierzchni 64,61 km². W 2011 roku gmina liczyła 235 mieszkańców.